# Alec Scott
Alexander Brassey Jonathan Scott –conocido como Alec Scott– (Tetbury, 16 de octubre de 1906-Cheltenham, 11 de junio de 1978) fue un jinete británico que compitió en la modalidad de concurso completo. Participó en los Juegos Olímpicos de Berlín 1936, obteniendo una medalla de bronce en la prueba por equipos.

## Palmarés internacional
| Juegos Olímpicos | Juegos Olímpicos  | Juegos Olímpicos  | Juegos Olímpicos |
| Año              | Lugar             | Medalla           | Categoría        |
| ---------------- | ----------------- | ----------------- | ---------------- |
| 1936             | Berlín (Alemania) | Medalla de bronce | Por equipos      |